# Agapostemon obscuratus
Agapostemon obscuratus là một loài Hymenoptera trong họ Halictidae. Loài này được Cresson mô tả khoa học năm 1869.